# Jezioro Gałęźne
Jezioro Gałęźne – jezioro zamknięte i bezodpływowe na Pojezierzu Kaszubskim (powiat kościerski, województwo pomorskie) na północnym obszarze miejskim Kościerzyny (dojazd ulicą Słoneczną od Kartuskiej) jest własnością Gminy Miejskiej Kościerzyna. Dzierżawcą jeziora jest Polski Związek Wędkarski Zarząd Okręgu w Gdańsku. Nad jeziorem znajduje się kąpielisko miejskie.
Powierzchnia całkowita: 8,933 ha.